# Wezwani (film)
Wezwani (hiszp. No-Do) – hiszpański horror z 2009 roku w reżyserii Elia Quirogi. Zdjęcia kręcono w Las Palmas de Gran Canaria oraz w Madrycie.

## Opis fabuły
Wielu ludzi wierzy, ze domy stają się napiętnowane każdym złem, które się w nich wydarzy, a ludzie, którzy w nich zginęli, pozostawiają w miejscu zbrodni jakąś część swojego bólu…
Francesca, główna bohaterka tej historii, chce zapomnieć o bolesnej przeszłości – która ma wpływ na jej pracę, jej życie, jej związek. Francesca dopiero co została matką - jej syn jest dla niej całym światem. Kobieta nie może spać ani odpoczywać – jej codzienne życie obsesyjnie „kręci się” wokół dziecka, spokoju nie daje jej myśl, ze cokolwiek złego mogłoby się mu przydarzyć. Cała ta sytuacja ma bardzo zły wpływ na jej małżeństwo z Pedrem, który także jest lekarzem. Pedro – próbując pomóc żonie odzyskać stracony spokój – kupuje dom za miastem.
Problem polega jednak na tym, że dokonuje złego wyboru. Bardzo złego wyboru.
Nowy dom skrywa straszliwe sekrety. Wiele lat temu stało się tutaj coś bardzo złego. Coś tak złego, ze trudno to sobie wyobrazić…
Przeszłość napiętnowała to miejsce, co w teraźniejszości objawia się dręczącymi Francescę przerażającymi wizjami, hałasami. Ale kobieta – choć stoi na krawędzi szaleństwa – jest zdeterminowana i chce zrozumieć, co dzieje się w domu. Poszukiwania rozwiązania tajemnicy doprowadzają do spotkania z Miguelem de Azpeitia – księdzem z Kongregacji ds. świętych, który także skrywa kilka sekretów i który żyje w permanentnym konflikcie między głosem swojego sumienia, posłuszeństwem wobec przełożonych, a tym, co tak naprawdę uważa i czuje.
Ten konflikt prowadzi do ujawnienia sekretów – nie tylko tych które skrywa ksiądz Miguel, ale i tych, które są pilnie strzeżone przez Kongregację…

## Obsada
- Ana Torrent - Francesca
- Francisco Boira - Pedro
- Héctor Colomé - Miguel
- Alfonsa Rosso - Blanca
- Rocío Muñoz - Jean
- Paco Casares - Gabriel
- Miriam Cepa - Rosa
- Aitor Gaviria - Senel
- Alejandra Lorenzo - Dziewczyna